# Distrito electoral federal 5 de San Luis Potosí
El V distrito electoral federal de San Luis Potosí es uno de los 300 distritos electorales en los que se encuentra dividido el territorio de México para la elección de diputados federales y uno de los 7 en los que se divide el estado de San Luis Potosí. Su cabecera es la ciudad de San Luis Potosí.
El territorio del distrito V lo forma la mitad occidental del municipio de San Luis Potosí, incluyendo la mitad de la capital del estado, así como gran parte de las zonas rurales del norte y su del municipio.

## Distritaciones anteriores

### Distritación 1996 - 2005
Entre 1996 y 2005 el territorio del distrito V era todo la mitad norte del municipio de San Luis Potosí, incluyendo nuevamente el sector norte de la ciudad del mismo nombre.

## Diputados por el distrito
- L Legislatura
  - (1976 - 1979): Eusebio López Sáinz (PRI)
- LI Legislatura
  - (1979 - 1982): Bonifacio Fernández Padilla (PRI)
- LII Legislatura
  - (1982 - 1985): Eusebio Ordaz Ortiz (PRI)
- LIII Legislatura
  - (1985 - 1988): Alberto Magdaleno Mercado Araiza (PRI)
- LIV Legislatura
  - (1988 - 1991): Fructuoso López Cárdenas (PRI)
- LV Legislatura
  - (1991 - 1994): Antonio Esper Bujaidar (PRI)
- LVI Legislatura
  - (1994 - 1997): Fructuoso López Cárdenas (PRI)
- LVII Legislatura
  - (1997 - 2000): Javier Algara Cossío (PAN)
- LVIII Legislatura
  - (2000 - 2003): Beatriz Grande López (PAN)
- LIX Legislatura
  - (2003 - 2006): Marco Antonio Gama Basarte (PAN)
- LX Legislatura
  - (2006 - 2009): Beatriz Eugenia García Reyes (PAN)
- LXI Legislatura
  - (2009 - 2012): Octavio Pedroza Gaitán (PAN)
- LXII Legislatura
  - (2012 - 2015): Xavier Azuara Zúñiga (PAN)
- LXIII Legislatura
  - (2015 - 2018): María de los Ángeles Rodríguez Aguirre (PAN)
- LXIV Legislatura
  - (2018 - 2021): Josefina Salazar Báez (PAN)
- LXV Legislatura
  - (2021 - 2024): José Antonio Zapata Meraz (PAN)
- LXVI Legislatura
  - (2024 - 2027): David Azuara Zúñiga (PAN)

## Elecciones de 2009
|  | Partido Acción Nacional                        |  | Octavio Pedroza Gaitán          |
|  | Partido Revolucionario Institucional           |  | Fernando Silva Nieto            |
|  | Partido de la Revolución Democrática           |  | José Enrique González Ruiz      |
|  | Coalición Salvemos a México (PT, Convergencia) |  | María Elizabeth Dewey Cervantes |
|  | Partido Verde Ecologista de México             |  | Francisco Salvador Oviedo Lara  |
|  | Partido Nueva Alianza                          |  | Adriana Elizabeth Olguín Torres |
|  | Partido Socialdemócrata                        |  | María Jovita López Hernández    |